# Autorickshaw

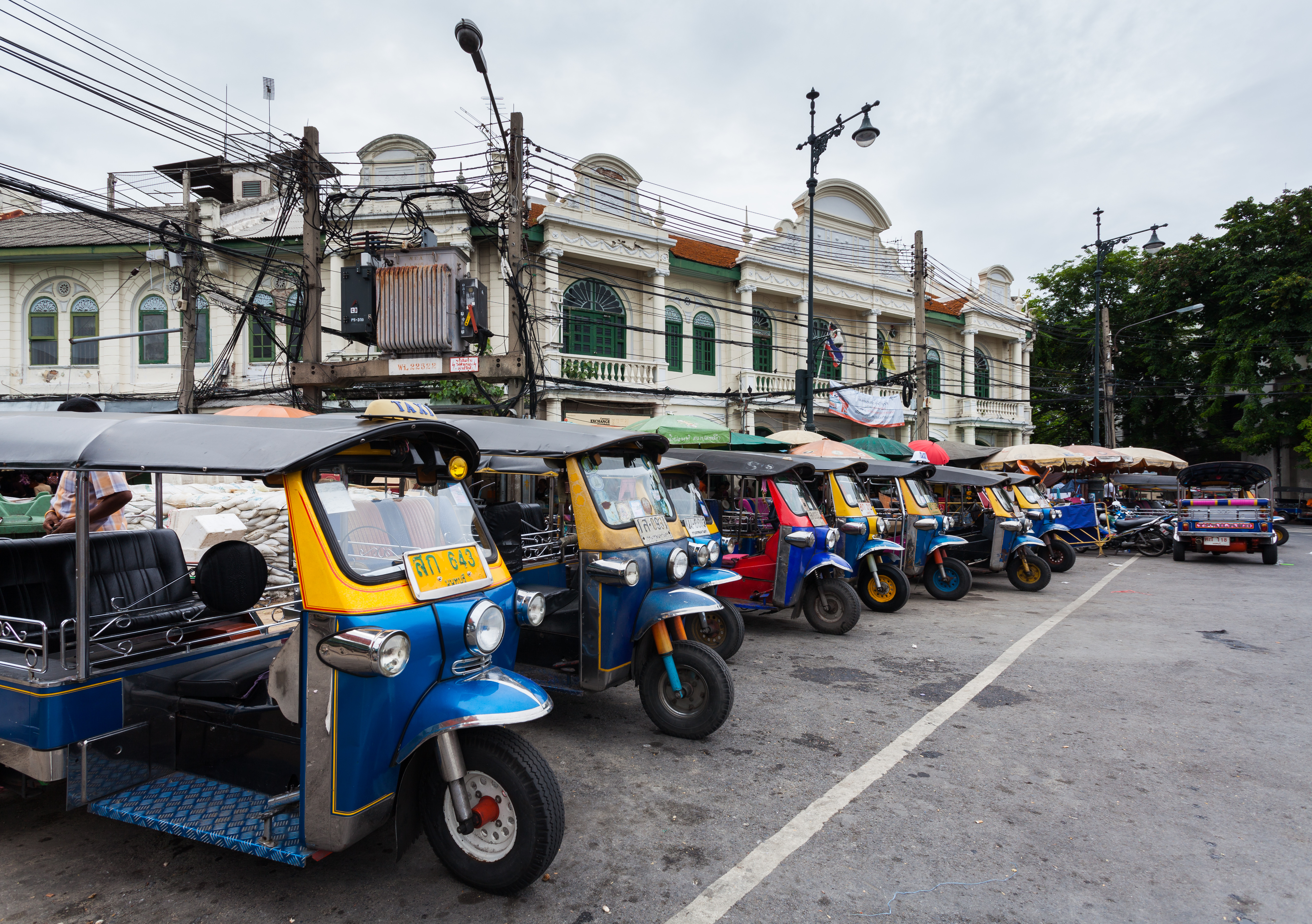
Tuk tuks frente en la calle Maha Rat, Bangkok, Tailandia.

Un autorickshaw (en lenguaje coloquial también conocido como auto ricksha, auto tuk-tuk, tuctuc, mototaxi y una gran cantidad de variantes regionales) es un vehículo triciclo motorizado. Es una versión motorizada del tradicional rickshaw (pequeño carro de dos ruedas tirado por una persona) y del bicitaxi (vehículo de tres ruedas impulsado a pedal).
De uso extendido en distintas regiones de Asia, los tuk-tuk lentamente fueron popularizándose en todo el mundo. Se los usa frecuentemente como taxi y vehículo de reparto de mercancías, aunque en algunos lugares tiene una función casi exclusivamente turística. Existe una variante llamada motocarro (o triciclo motorizado de transporte ligero), con la parte posterior acondicionada como vehículo de carga, aunque en Colombia y otras partes de Latinoamérica llaman mototaxi a los autorickshaw de transporte público.
Los primeros modelos surgieron en la década de 1960 combinando rickshaws y motocicletas, producidos en Japón y pocos años más tarde exportados a numerosos países de Asia. Rápidamente lograron gran penetración y aceptación en países como India y Tailandia. Sin embargo, los motocarros de carga ya circulaban en Italia desde 1948, conocidos como ape (fabricados por la marca Piaggio Ape) y eventualmente utilizados para el transporte de pasajeros.
Tienen distintas denominaciones en diferentes partes del mundo, y en algunos lugares se los suele llamar con el mismo nombre de la marca que los comercializa, como la firma india Bajaj, la extinta empresa alemana Tempo (que construía unidades de mayor tamaño) o la marca Jinan Qingqi (de donde deriva el nombre popular que se les da en Pakistán, chingchi).

## Distribución y variantes
Se utiliza bajo distintas denominaciones en:

### Asia

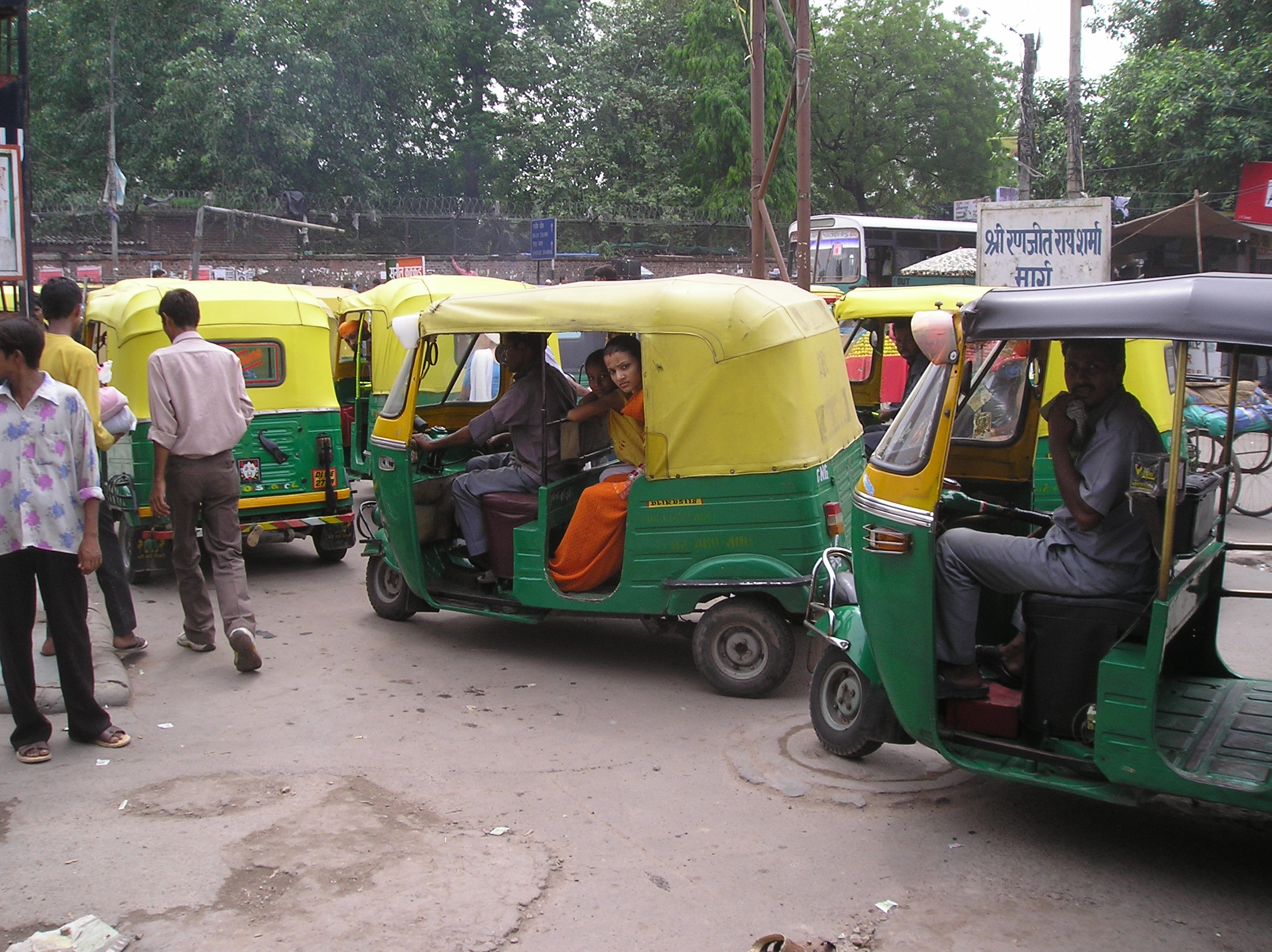
Un auto ricksha en Nueva Delhi. Es uno de los medios de transporte más populares en las ciudades de la India.

Bangladés: son llamados baby taxi o CNG, por el combustible que utiliza. Si bien cuentan con un taxímetro, hay conductores que estipulan la tarifa de antemano.
 Camboya: denominado tuk-tuk (en camboyano: ទុកទុក) recibe por extensión el mismo nombre la variante remorque, que consiste en un carro de dos ruedas traccionado por una moto.
 China: junto a las paradas de tren y ómnibus de ciudades y grandes poblaciones suelen congregarse auto rickshaws llamados sānlún mótuōchē, aunque también es habitual el pedicab o sānlúnchē (en chino: 三轮车), un triciclo sin motor utilizado como taxi.
 Filipinas: llamado en español de Filipinas tricicleta (inglés: tricycle; tagalo: traysikel; cebuano: traysikol). Hay más de tres millones de triciclos a gasolina, mientras el gobierno promueve los modelos eléctricos, más sustentables.
 India: son conocidos con el nombre de autorickshaw (hindi: ऑटो रिक्शा) y son muy populares en casi todas las ciudades. No están permitidos en el centro de Bombay.
 Indonesia: recibe el nombre de bajaj. También hay un modelo llamado bentor o becak, que solo se encuentra en la región de Gorontalo, en el que el conductor viaja detrás de la cabina de los pasajeros o a un costado.
 Laos: suelen ser más largos, con dos asientos enfrentados (a la manera de los songthaew) y son llamados tuk-tuk, jąmbǫh (jumbo), sakai‑làep (skylab) o simplemente thaek-sii (taxi). Los denominados sǎam-lâaw (samlor) son una variante similar al sidecar.
 Nepal: los viejos auto-rickshaw con motores diésel fueron prohibidos por el gobierno en el año 2000, aunque continuaron utilizándose (en mucho menor número) los modelos propulsados a batería, llamados safa tempo. Con la prohibición se retiraron de circulación unos 600 vehículos de las calles de Katmandú.
 Pakistán: denominados rickshaw, chand gari, taxi rickshaw o chingchi rickshaw (en referencia a los modelos de la compañía china Jinan Qingqi Motorcycle), el gobierno intenta desde 2008 reemplazar las antiguas unidades con motor a gasolina por modelos a GNC de cuatro tiempos. En algunas ciudades ha crecido desmesuradamente la cantidad de rickshaws, la mayoría trabajando de manera ilegal.
 Palestina: hacia fines de la primera década del siglo XXI, en Gaza reemplazaron a mulas y burros con tuk-tuk para el transporte interno. Los tuk-tuk entraron en el país de contrabando pero rápidamente fueron adoptados como medio de transporte habitual.
 Sri Lanka: llamado habitualmente three-wheeler (tres ruedas) o en ocasiones tuk-tuk. En 2013 había unos 800.000 three-wheelers en el país, de los cuales 300.000 operaban en Colombo, aunque es habitual encontrarlos en la mayoría de las ciudades. Los números oficiales revelan que más de la mitad de los accidentes del transporte público son protagonizados por three-wheelers. Las tarifas se estipulan de antemano y no hay regulaciones al respecto, aunque en Colombo se pueden encontrar los que utilizan taxímetro.
 Tailandia: denominados tuk-tuk (tailandés: รถตุ๊กตุ๊ก o รถสามล้อเครื่อง), son uno de los medio de transporte más habituales principalmente en grandes ciudades con congestiones de tránsito como Bangkok y Chiang Mai. Los primeros tuk-tuk llegaron al país desde Japón a mediados de la década de 1950, reemplazando al samlor (สามล้อ en tailandés, literalmente tres ruedas, a tracción humana), y a principio de la década de 1960 comenzaron a producirse en Tailandia. Su popularidad entre los turistas los convirtió en uno de los íconos nacionales. Hay unos 35.000 tuk-tuk en todo el territorio tailandés.
 Vietnam: se los conoce localmente como xe lam o lambretta (por la marca italiana Lambretta). Fue uno de los principales medios de transporte público en el país hasta 1975. Más habituales que los modelos de doble asiento son aquellos que se asemejan más al songthaew, de dos filas de asientos enfrentadas que permiten ubicar cómodamente hasta ocho pasajeros.

### América

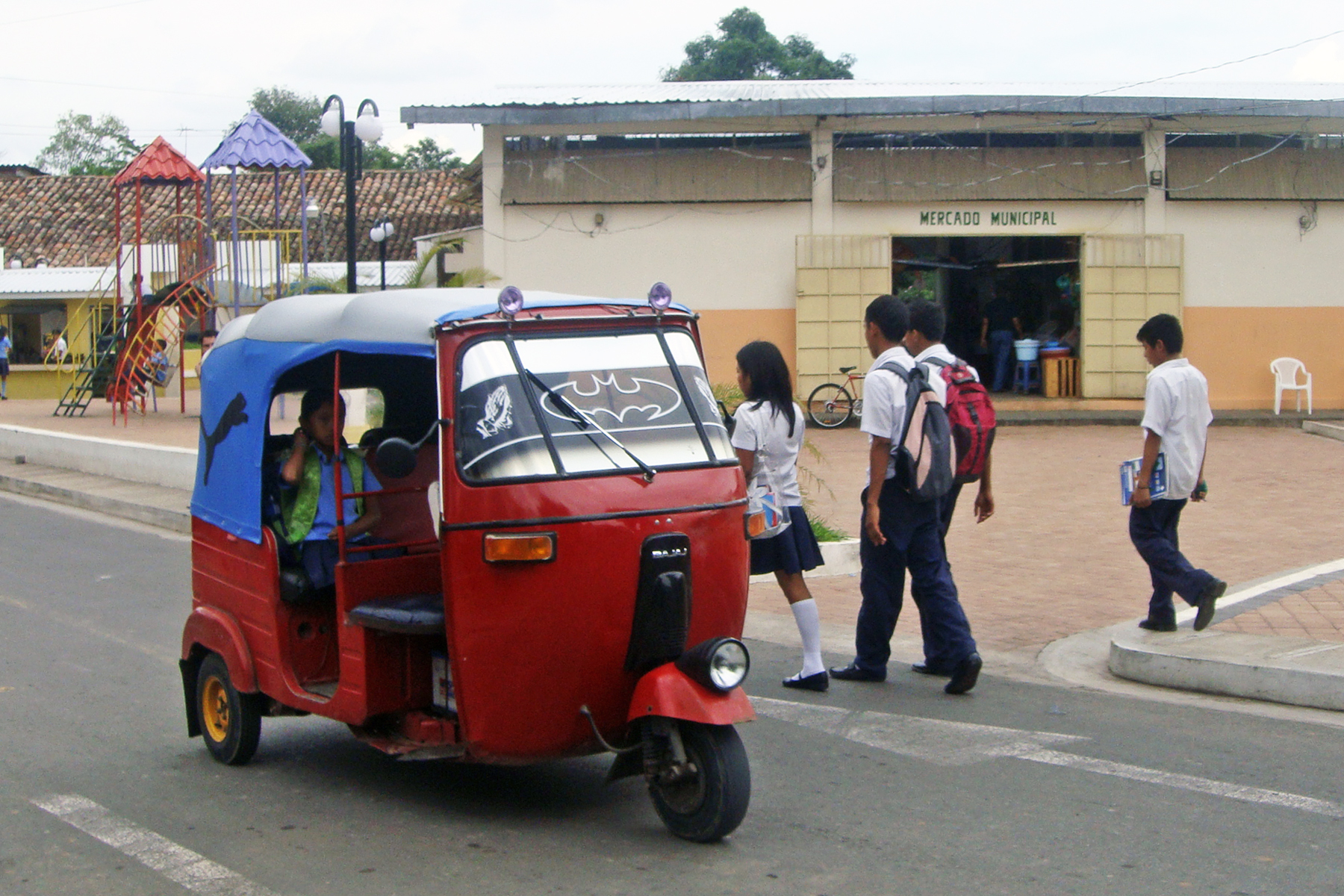
Mototaxi marca Bajaj en El Salvador.

Cuba: los llamados cocotaxis comparten con los auto rickshaw las tres ruedas pero con una carrocería redondeada, de donde deriva el nombre. Fue concebido para el turismo pero adoptado por los propios cubanos en La Habana.
 Colombia: se conocen como motocarros. Su uso se limita a la presencia de tres marcas: Piaggio (con su modelo Ape), Muravei (que incluso tuvo ensambladora propia en Colombia) y Bajaj RE (que intenta colocar Auteco con el apoyo del gobierno, que autorizó su uso para servicio público en ciudades de menos de 50.000 habitantes).
 Ecuador: se conocen como tricimoto, mototaxi o taximoto. En el cantón Puerto López se utilizan como transporte público y turístico abarcando la mayoría del pueblo. Tienen un precio inicial de 25 centavos de dólar estadounidense por persona, subiendo el precio según la distancia.
 El Salvador: mototaxi o tuk-tuk, son utilizados casi exclusivamente como una alternativa más económica a los taxis tradicionales. Son muy poco habituales en San salvador, la capital, siendo más bien comunes al interior del país y en los cruces fronterizos. Circulan con matrículas de motocicleta y su uso como taxi no está regulado por la ley.
 Honduras: mototaxi, moto-rata.
 Guatemala: tuctuc, es empleado como medio de transporte en pequeños poblados, en los últimos años los hay de uso eléctrico. Se hizo famoso por un paseo de Will Smith en una visita que hizo al país en 2022.
 México: motocarro o mototaxi, son utilizados en algunos municipios en los estados de Oaxaca, Nuevo León, Yucatán, Chiapas o Puebla, entre otros, siendo mayormente modelos de la marca Bajaj. En la Ciudad de México y el Estado de México son motos convencionales atadas a un remolque forrado con asientos y circulan en delegaciones y municipios como Tláhuac, Iztapalapa, Ecatepec, Nezahualcóyotl, Chimalhuacán, entre otros.
 Nicaragua: se conocen como mototaxi o caponera. Según estimaciones oficiales, en 2010 había 1.180 mototaxis en Managua y cerca de un millar que funcionaban de manera ilegal.
 Perú: llamado mototaxi o moto. Se utiliza una especie de autorickshaw creada con la parte delantera y el motor de una moto pegados a un carrito de dos ruedas. También existen modelos producidos comercialmente, como los de la empresa india Bajaj. Son muy populares en casi todo el país, siendo muy utilizados en Loreto, Cajamarca, Piura, La Libertad, Lambayeque y varios distritos de Lima y Callao como San Juan de Lurigancho, Comas, Villa el Salvador o San Martín de Porres, entre otras regiones.

### Europa

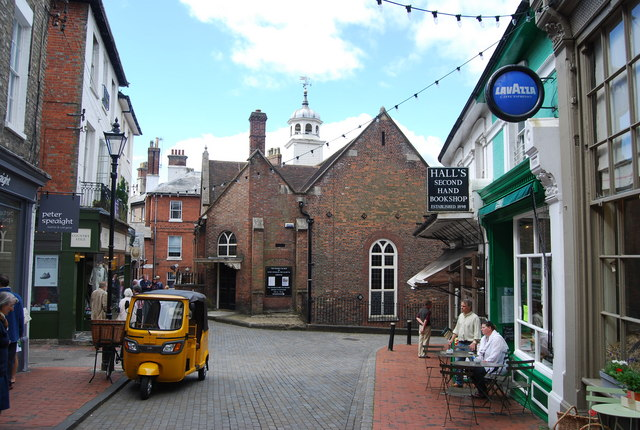
Un tuk-tuk estacionado en Tunbridge Wells, Inglaterra.

Francia: en 2011 fueron estrenados en París recorridos con tuk-tuk eléctricos, que visitan las principales atracciones turísticas. Algunos son gratuitos, financiados con publicidad en la carrocería.
 Inglaterra: los tuk-tuk se pueden adquirir en el Reino Unido desde 2003 para uso privado. En 2005 sindicatos de taxistas se manifestaron en contra de los anuncios de adquirir una flota para el transporte público de Londres. En 2006 un empresario introdujo veinte unidades en Brighton para utilizarlos como transporte público, pero debido a las exigencias de la legislación del país abandonó el emprendimiento a principios de 2008.
 Italia: se los conoce como ape (por el modelo Piaggio Ape) y son producidos desde 1948 por la marca italiana. Si bien fue creado como vehículo de carga, a veces también se lo utiliza para el transporte de pasajeros.

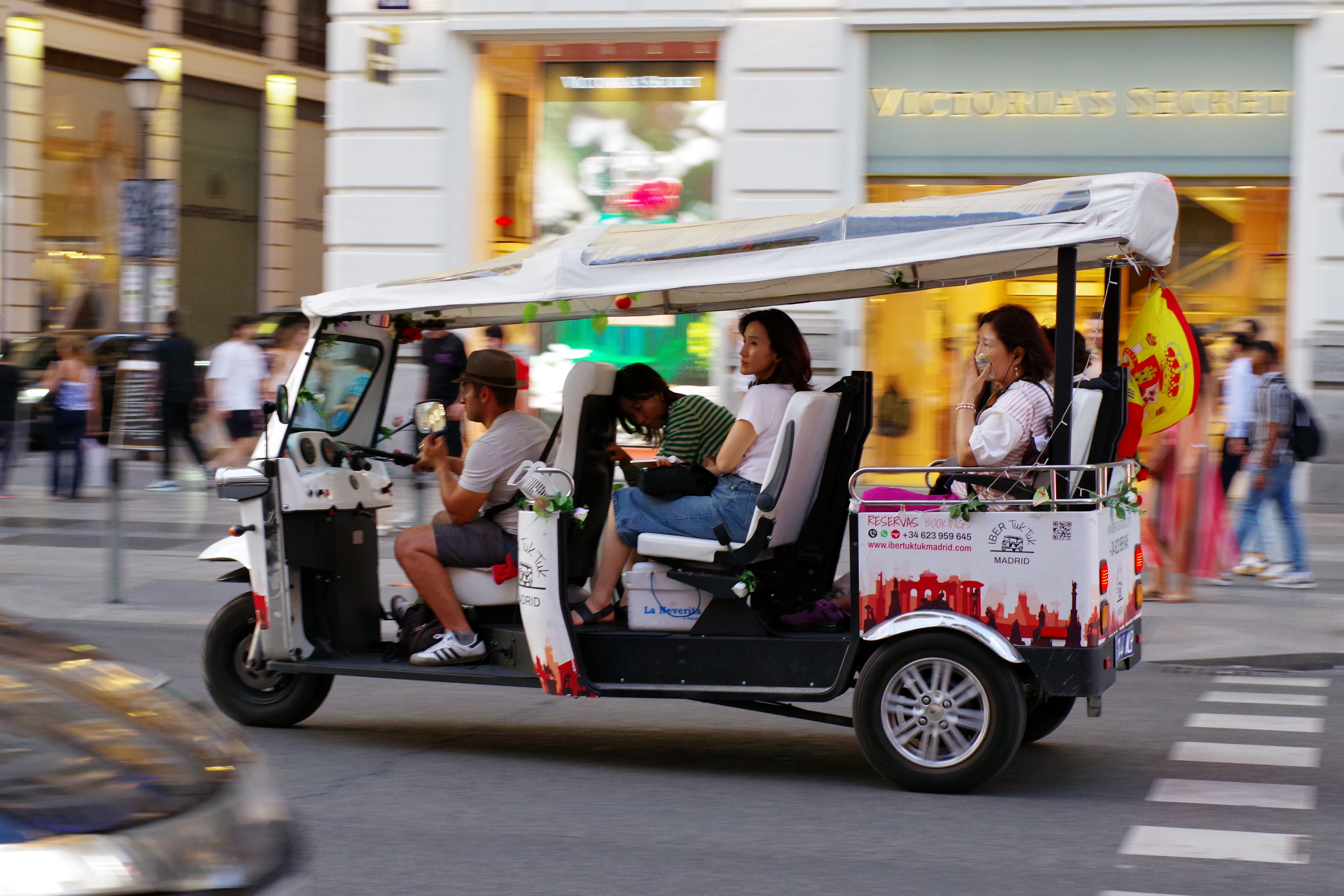
Un tuctuc circulando por la Gran Vía de Madrid, España.

 Portugal: desde la década de 2010 se implementaron recorridos en modernos tuk tuk turísticos en ciudades como Lisboa o Coímbra.
 España: los tuk tuks llegaron a España algo después de Portugal, donde su introducción se produjo en ciudades con un alto volumen turístico. Los tuk tuks se adaptaron rápidamente a las necesidades de movilidad urbana, especialmente en destinos con calles estrechas o zonas de difícil acceso para vehículos más grandes. En ciudades como Valencia, Mallorca, Málaga y Ronda los tuk tuks se han convertido en una opción atractiva para los turistas, ofreciendo recorridos guiados por los lugares más emblemáticos.

### África
Madagascar: en muchas ciudades son muy habituales los pousse-pousse (que podría traducirse del francés como empuja-empuja, un rickshaw de dos ruedas y sin motor), pero también se pueden ver algunos autorickshaw.
 Sudán
 Egipto

## Galería

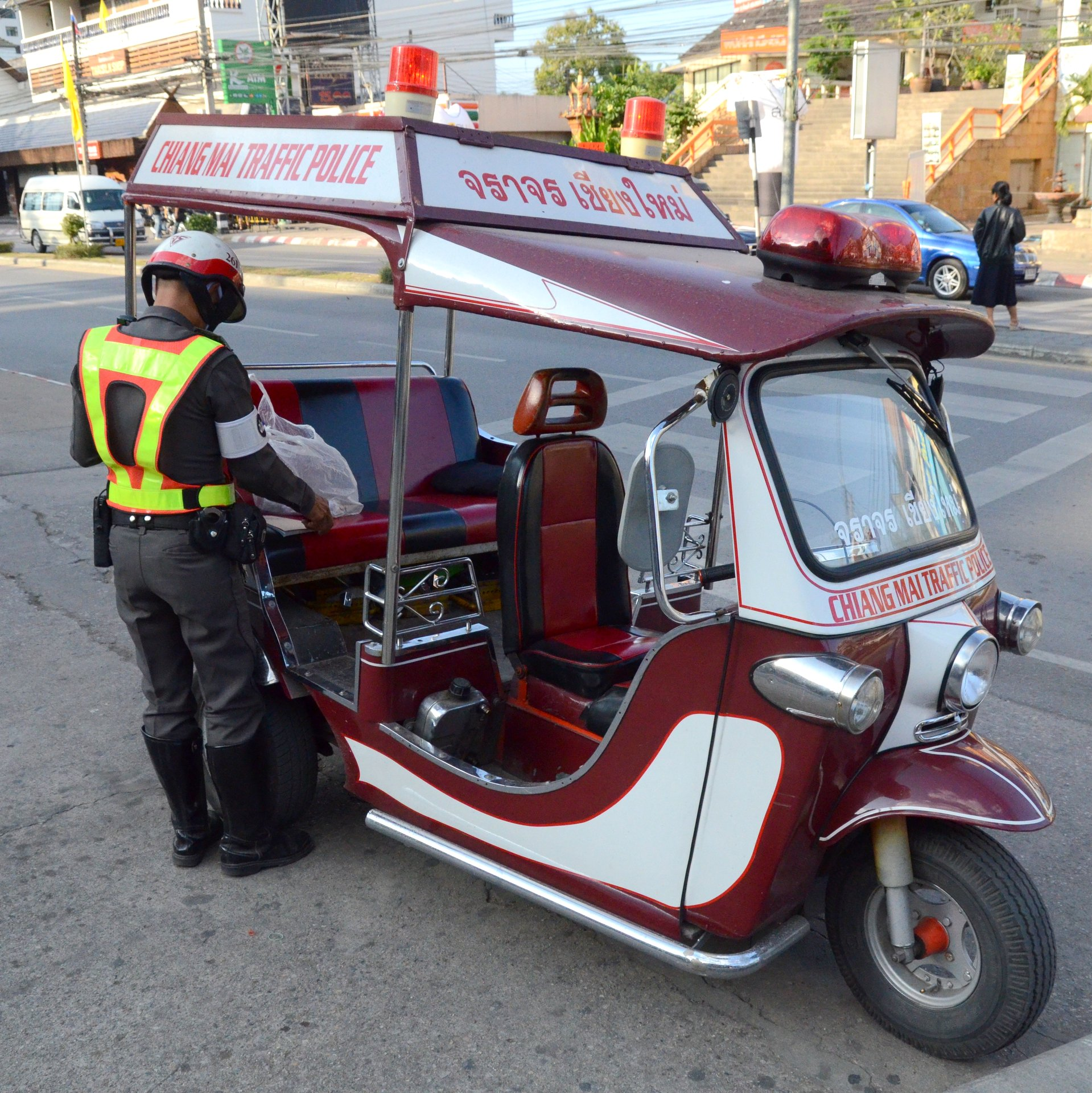
Un tuk-tuk de Chiang Mai, Tailandia, para uso policial.
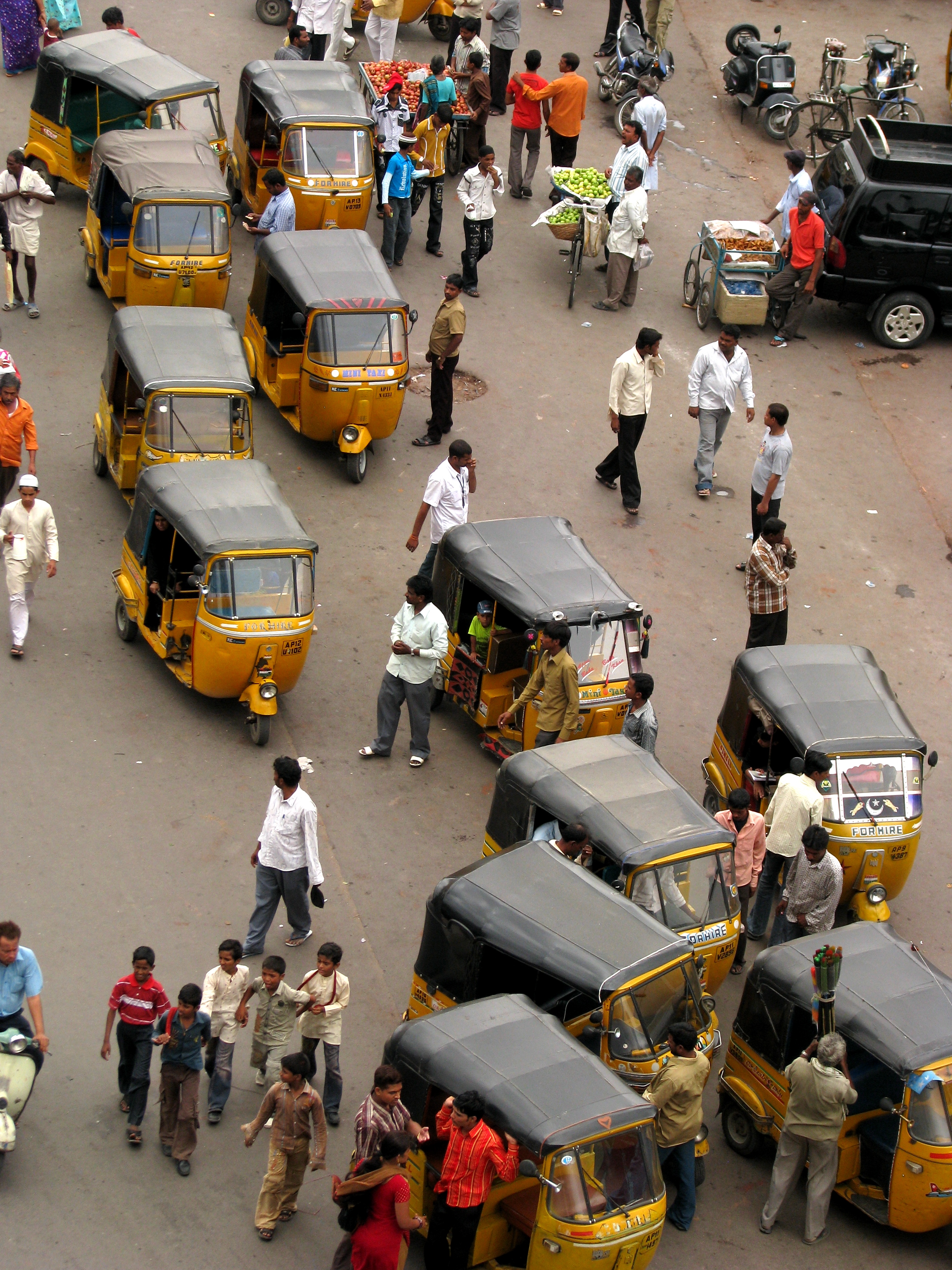
Autorickshaws en las calles de Hyderabad (India).
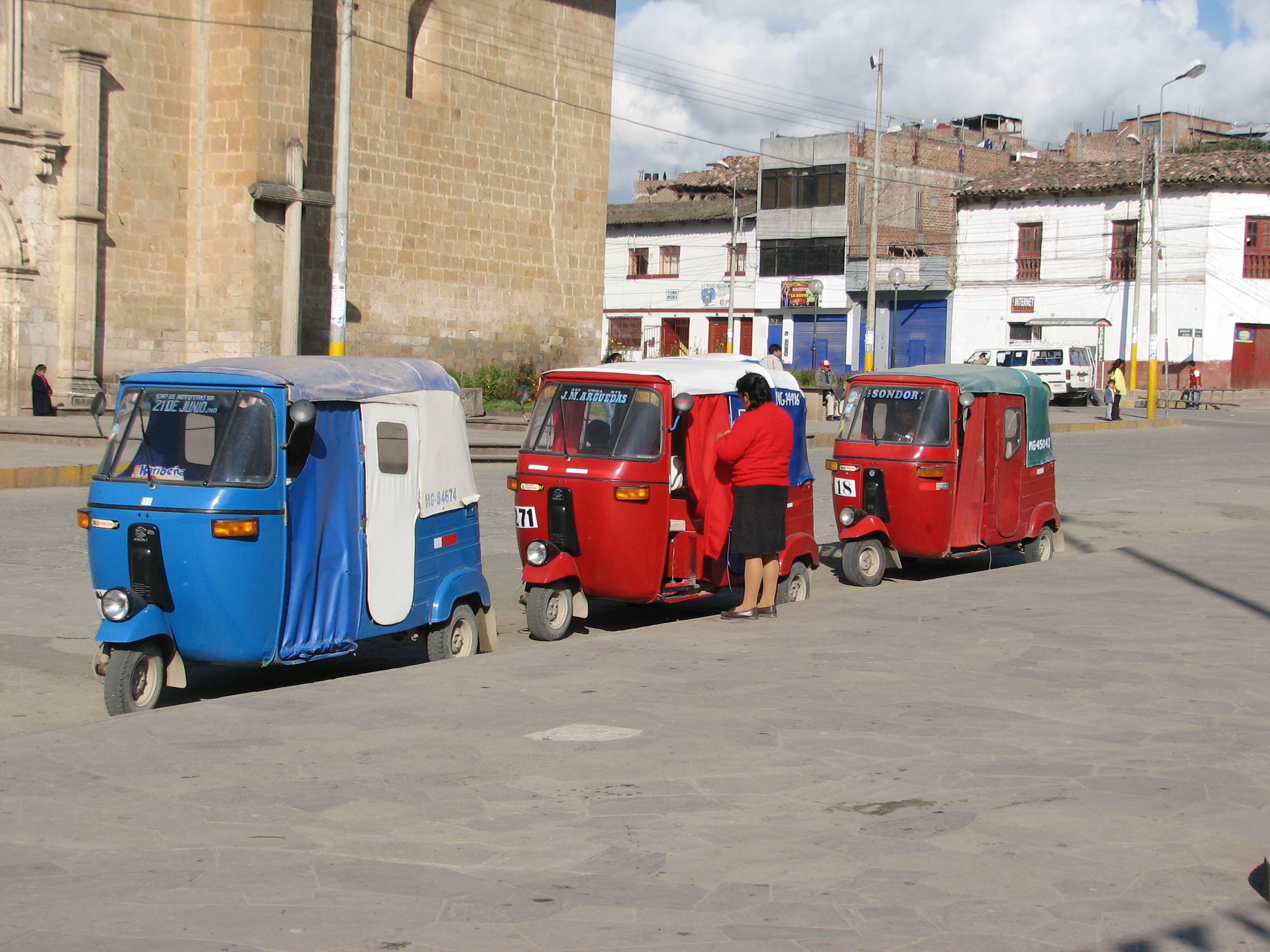
Mototaxi en Perú.
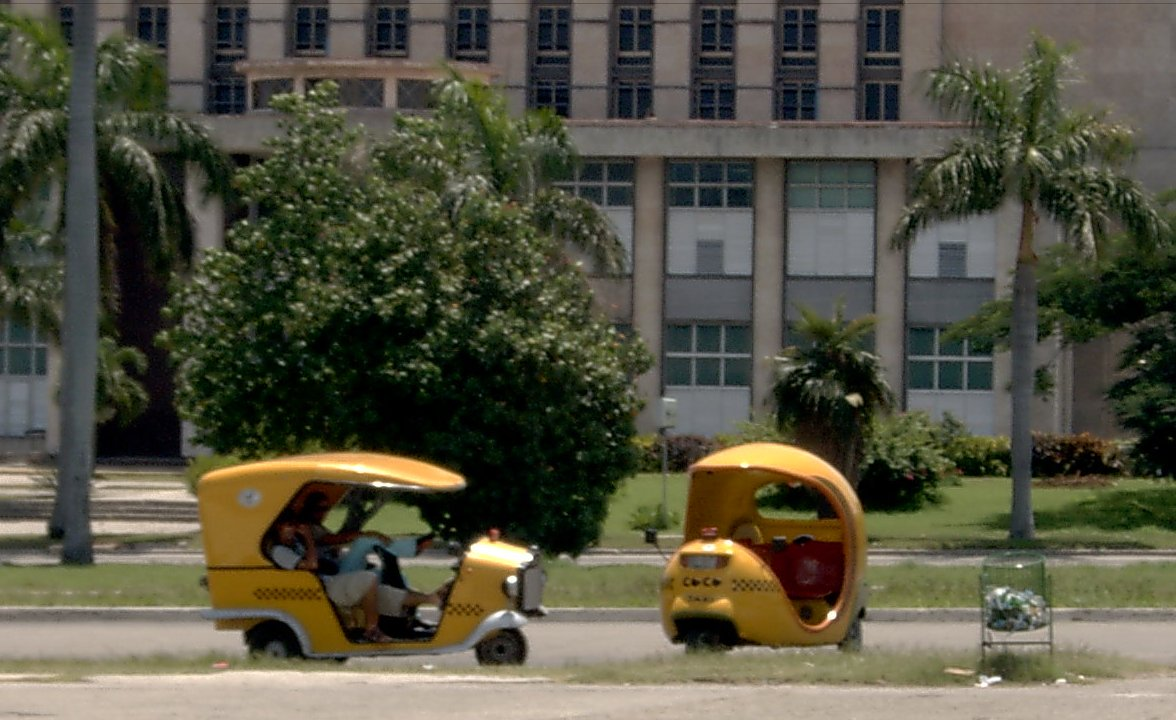
Cocotaxis en La Habana, Cuba.
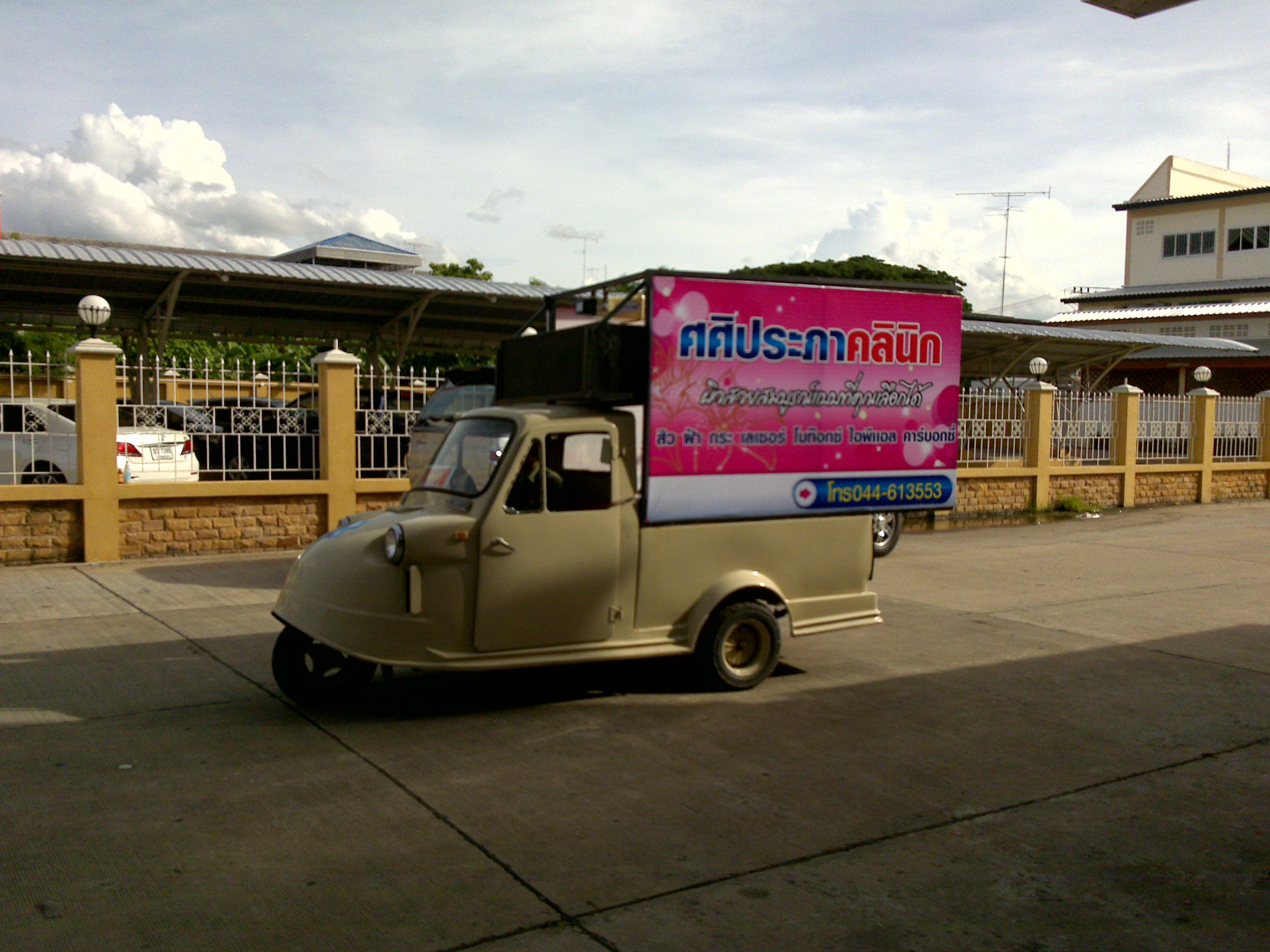
Tuk-tuk en el interior de Tailandia.
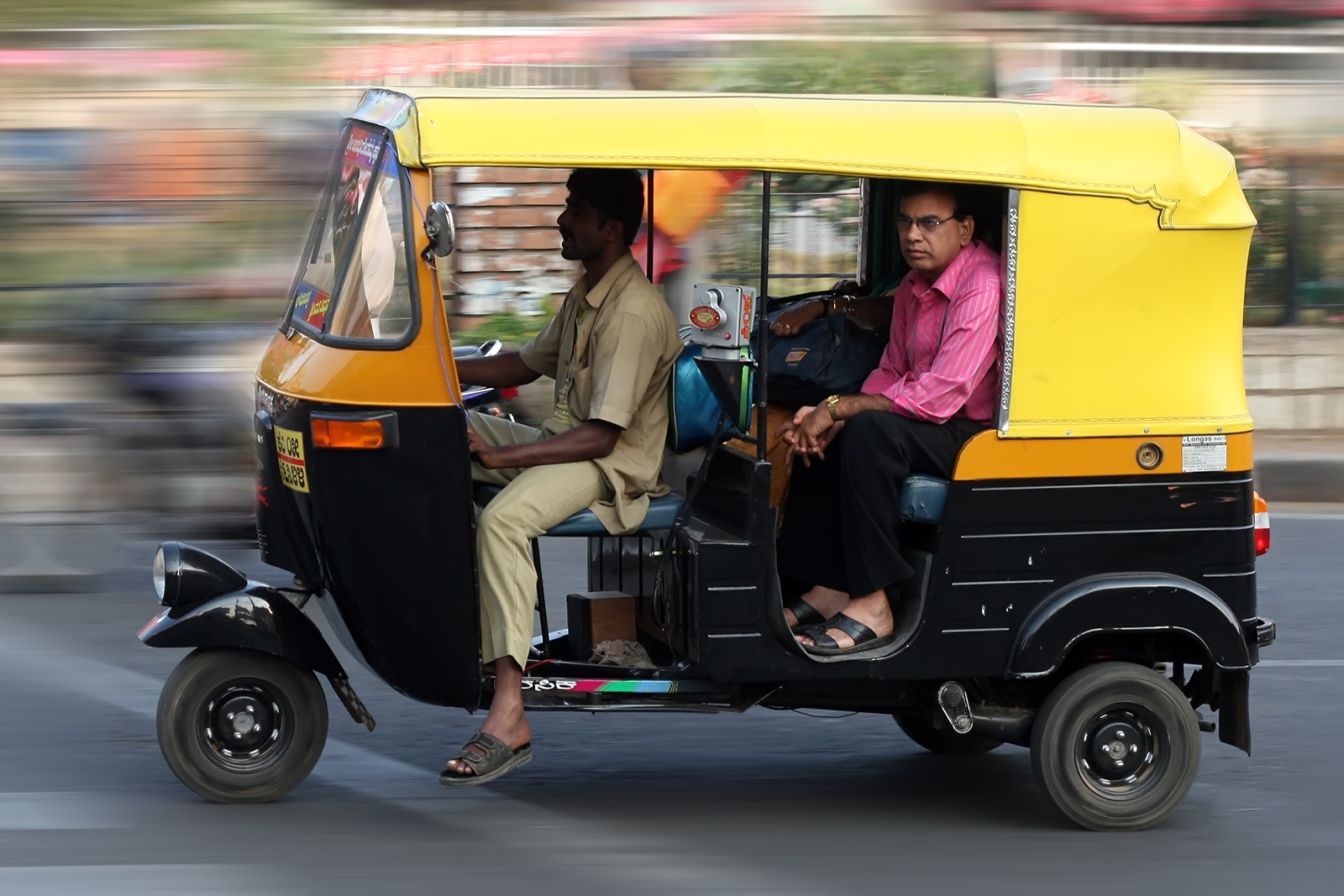
Autorickshaw en Bangalore, India.
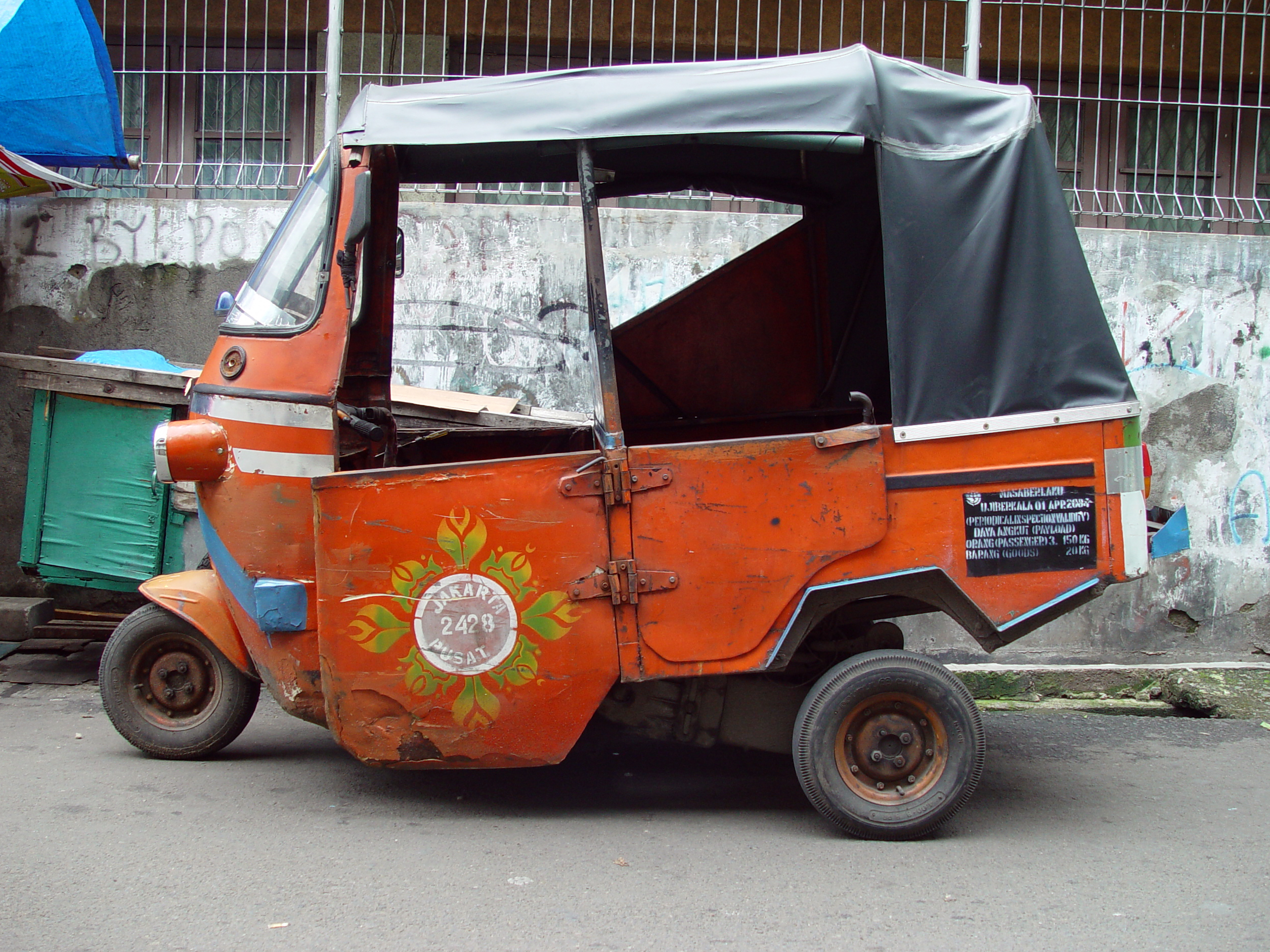
Bajaj en Yakarta, Indonesia.
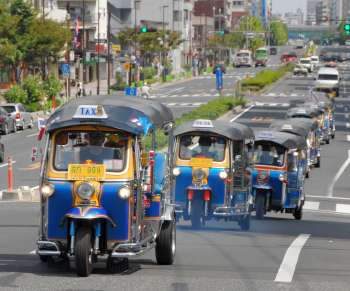
Fila de tuk-tuk en Tailandia.
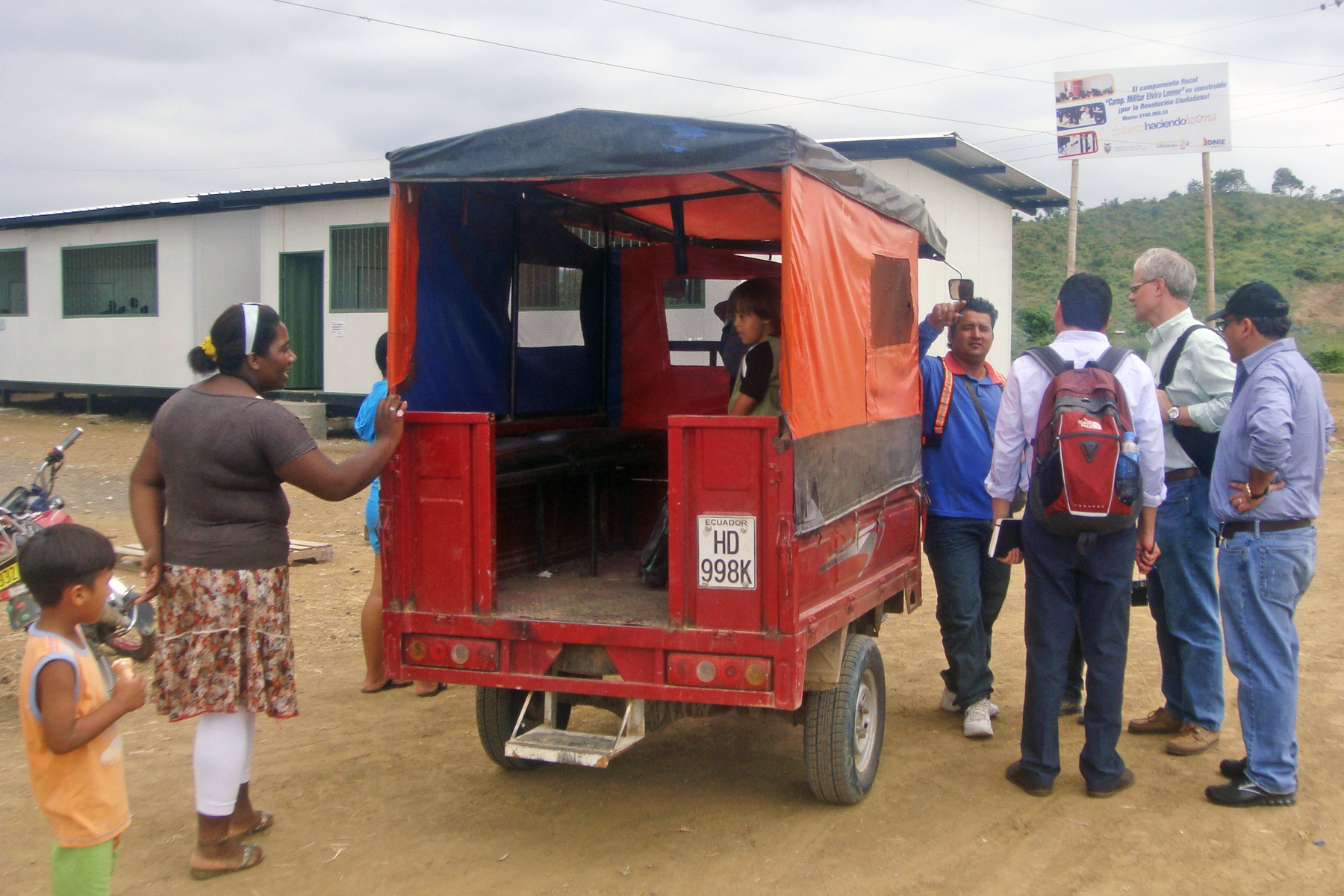
Mototaxi en Guayaquil, Ecuador.
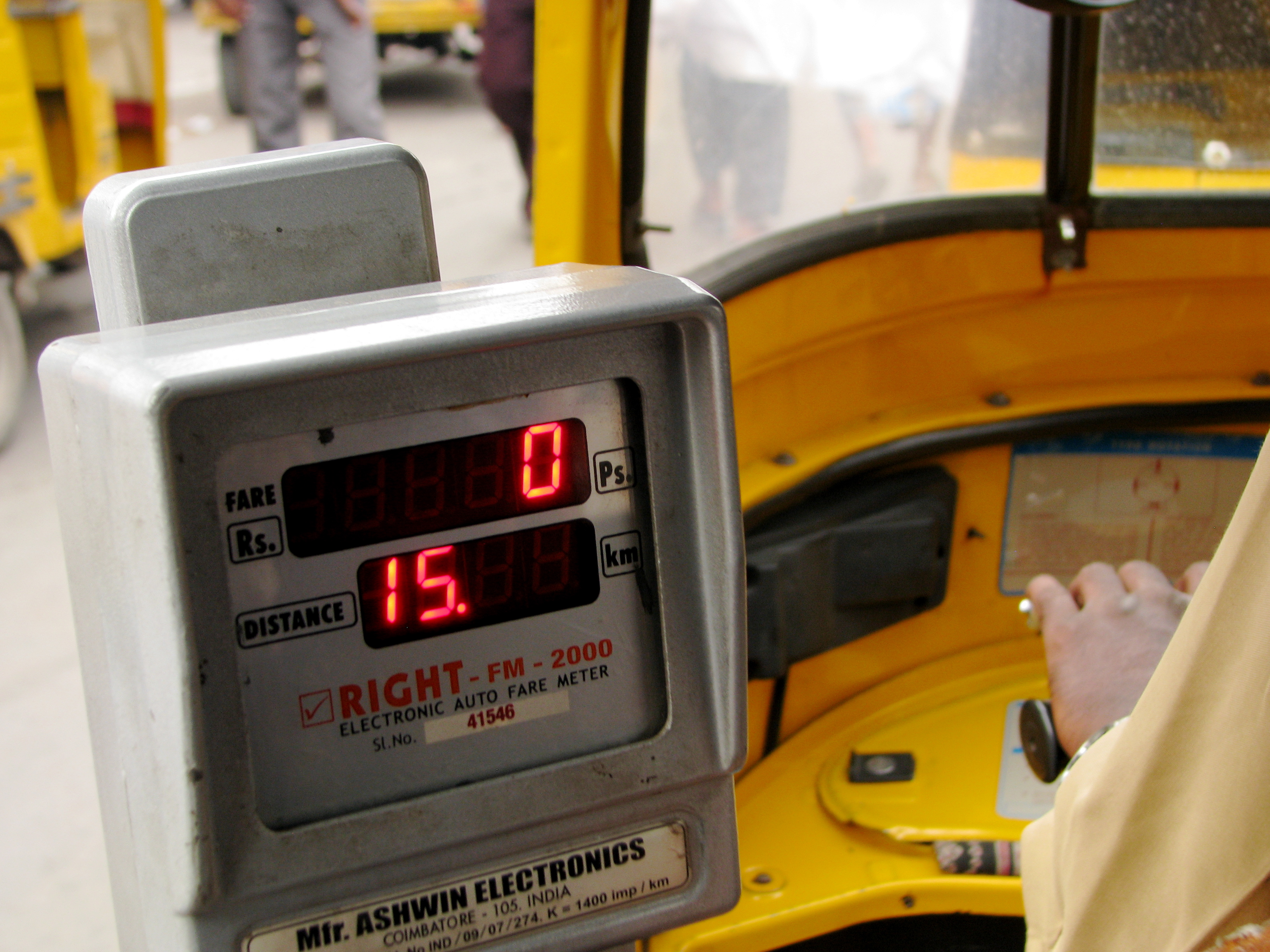
Detalle del taxímetro de un autorickshaw en India.
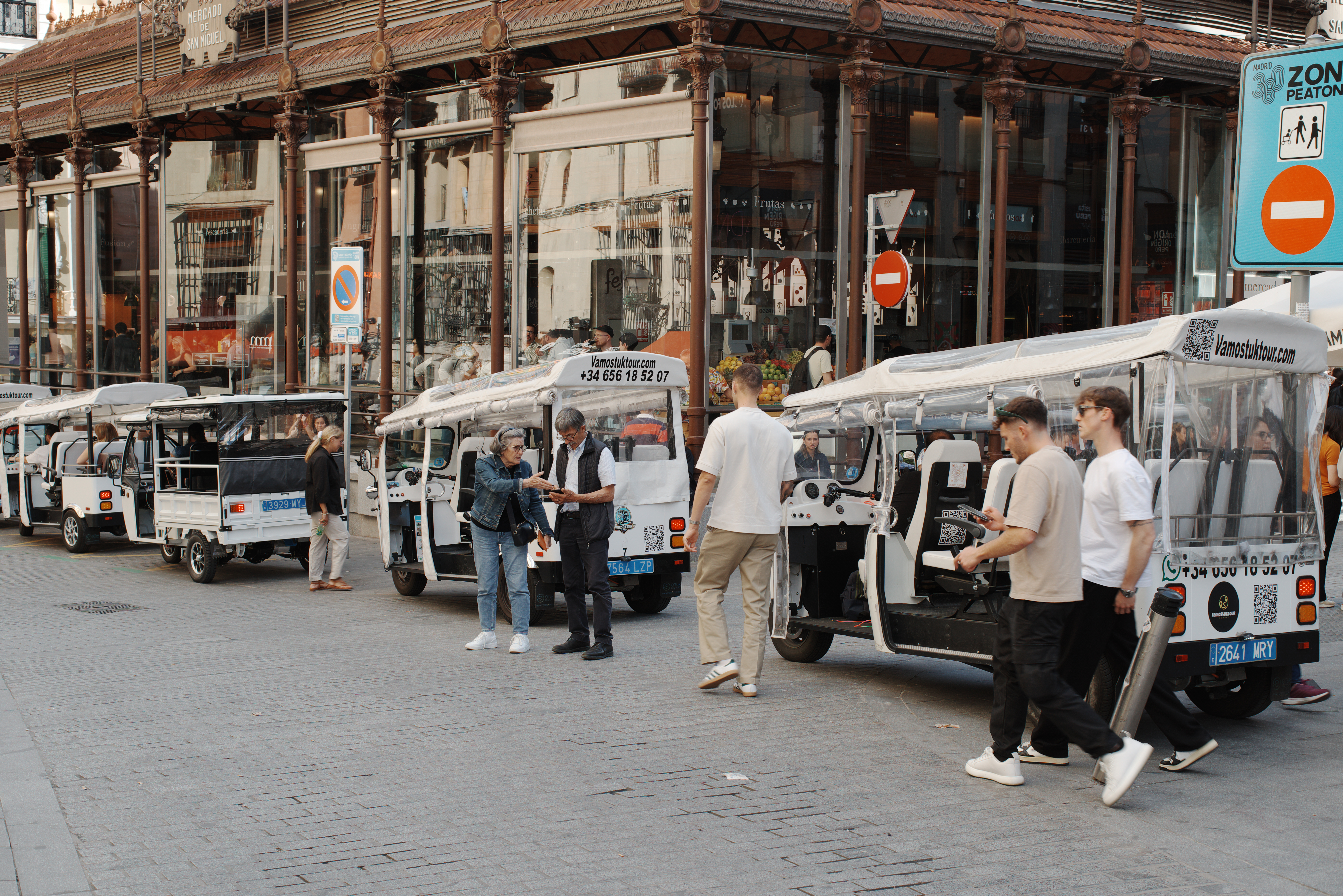
Tuctucs estacionados en Madrid.
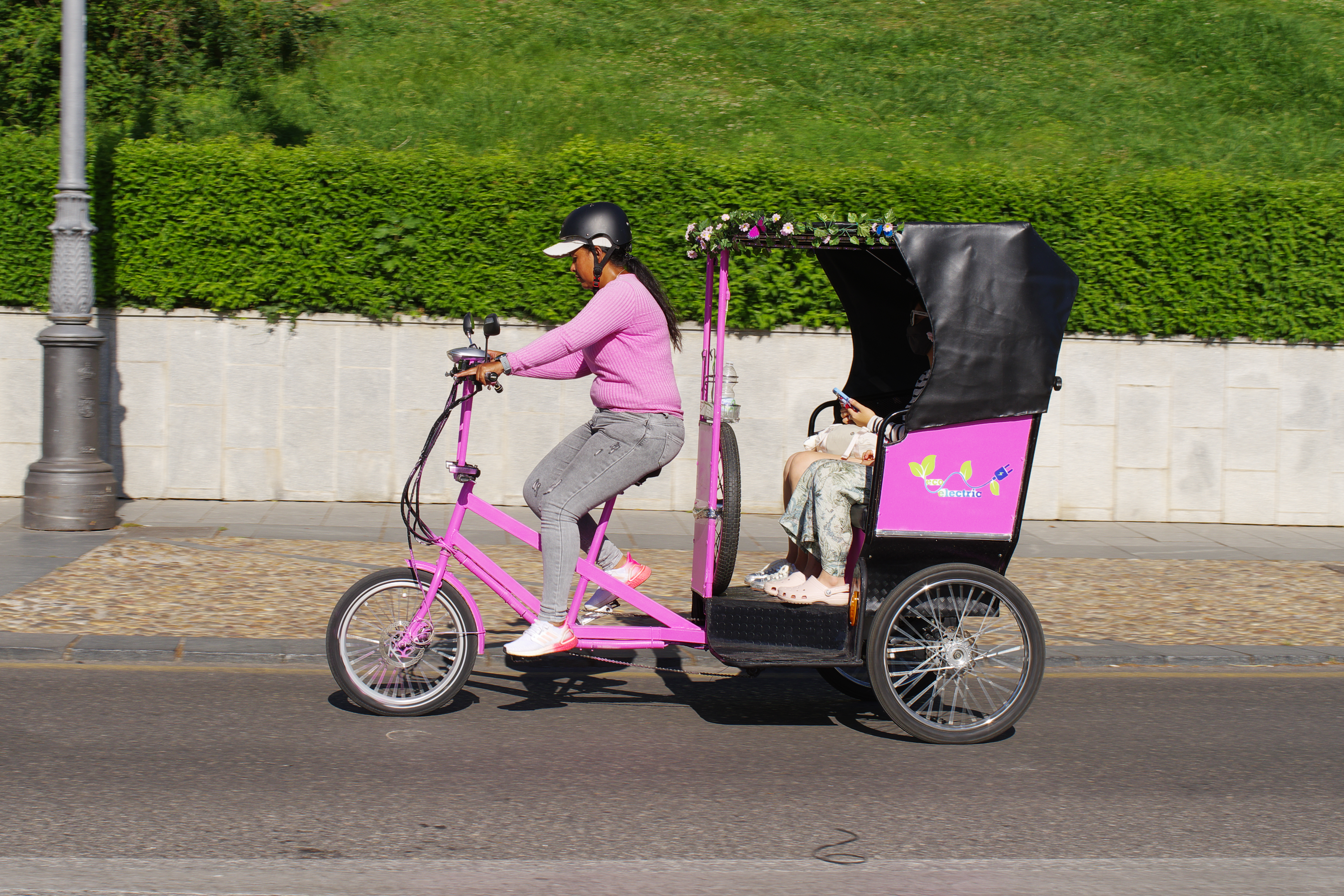
Bicitaxi circulando por Madrid.
- Un viaje nocturno en tuk-tuk por las calles de Bangkok.